# Rhabdotina vittifera
Rhabdotina vittifera är en fjärilsart som beskrevs av George Francis Hampson 1926. Rhabdotina vittifera ingår i släktet Rhabdotina och familjen nattflyn. Inga underarter finns listade.